# QFAアワーズ
QFAアワーズ（Qatar Football Association’s Awards）は、カタールサッカー協会がそのシーズンの最も優れた選手、監督、最多得点選手、審判らに授与する賞である。2015年からは23歳以下の最優秀選手部門、2019年からは審判員部門も正式に追加された。

## 概要
2006年に創設され、カタール・スターズリーグの監督、カタール代表監督、カタールU-23代表監督、チームコーチ、メディア代表、QFA代表、カタール・スターズリーグ代表、QFA会長および執行委員からなる審査委員会の投票により受賞者が決定される。
2014年にトップスコアラー賞の名称は、4度のリーグ得点王を経験したほかカタール代表の最多得点記録(42得点)を持ち、同国の伝説的なサッカー選手であるマンスール・ムフタ への敬意を称え彼の名前に変更された。
過去にカタール代表監督も担ったホルヘ・フォサッティはQFAアワーズ最優秀監督賞の最多受賞記録（3回）を保持している。

## 歴代受賞者
| 年   | 最優秀選手                                      | 最優秀監督                                  | マンスール・ムフタ賞                                                            | U-23最優秀選手                                         | 最優秀審判                                                                                     |
| ---- | ----------------------------------------------- | ------------------------------------------- | ------------------------------------------------------------------------------- | ------------------------------------------------------ | ---------------------------------------------------------------------------------------------- |
| 2006 | セバスティアン・ソリア (カタールSC)             | ホルヘ・フォサッティ (アル・サッド)         | カルロス・テノリオ (アル・サッド)                                               | —                                                      | —                                                                                              |
| 2007 | エメルソン (アル・サッド)                       | ホルヘ・フォサッティ (アル・ラーヤン)       | ユニス・マフムード (アル・ガラファ)                                             | —                                                      | —                                                                                              |
| 2008 | アジズ・ベン・アスカー (ウム・サラルSC)         | マルコス・パケタ (アル・ガラファ)           | アラウージョ (アル・ガラファ)                                                   | ハサン・アル＝ハイドゥース (アル・サッド)              | —                                                                                              |
| 2009 | レオナルド・ピスクリチ (アル・アラビ)           | セバスティアン・ラザロニ (カタールSC)       | ユニス・マフムード (アル・ガラファ) マグノ・アウベス (ウム・サラルSC)           | —                                                      | —                                                                                              |
| 2010 | ジュニーニョ・ペルナンブカーノ (アル・ガラファ) | カイオ・ジュニオール (アル・ガラファ)       | ユニス・マフムード (アル・ガラファ) カボレ (アル・アラビ)                       | —                                                      | —                                                                                              |
| 2011 | バカリ・コネ (アル・ドゥハイルSC)               | アブドゥラ・ムバラク (アル・アハリ)         | ユニス・マフムード (アル・ガラファ)                                             | —                                                      | —                                                                                              |
| 2012 | ロドリゴ・タバタ (アル・ラーヤン)               | ディエゴ・アギーレ (アル・ラーヤン)         | アドリアーノ・マルティンス (アル・ジャイシュ)                                   | —                                                      | —                                                                                              |
| 2013 | ハルファン・イブラヒム (アル・サッド)           | フセイン・アモータ (アル・サッド)           | セバスティアン・ソリア (アル・ドゥハイルSC)                                     | —                                                      | —                                                                                              |
| 2014 | ナディル・ベルハジ (アル・サッド)               | サミ・トラベルシー (アル・スィーリーヤSC)   | デイオコ・カルイトゥカ (アル・アハリ)                                           | —                                                      | —                                                                                              |
| 2015 | ハサン・アル＝ハイドゥース (アル・サッド)       | ミカエル・ラウドルップ (アル・ドゥハイルSC) | デイオコ・カルイトゥカ (アル・アハリ)                                           | アブドゥラフマン・アル・ハラジ (アル・スィーリーヤSC ) | —                                                                                              |
| 2016 | ロドリゴ・タバタ (アル・ラーヤン)               | ホルヘ・フォサッティ (アル・ラーヤン)       | アブデルラザク・ハムダラー (アル・ジャイシュ) ロドリゴ・タバタ (アル・ラーヤン) | ハサン・アブドゥルカリーム (アル・サッド)              | —                                                                                              |
| 2017 | ナム・テヒ (アル・ドゥハイルSC)                 | ジェズアウド・フェレイラ (アル・サッド)     | ユセフ・エル＝アラビ (アル・ドゥハイルSC)                                       | アルモエズ・アリ (アル・ドゥハイルSC)                  | —                                                                                              |
| 2018 | ユセフ・ムサクニ (アル・ドゥハイルSC)           | ジャメル・ベルマディ (アル・ドゥハイルSC)   | ユセフ・エル＝アラビ (アル・ドゥハイルSC)                                       | アルモエズ・アリ (アル・ドゥハイルSC)                  | —                                                                                              |
| 2019 | アクラム・アフィーフ (アル・サッド)             | ジェズアウド・フェレイラ (アル・サッド)     | バグダード・ブーンジャー (アル・サッド)                                         | バッサーム・アッ＝ラーウィー (アル・ドゥハイルSC)      | Al Jassim Abdulrahman ⭐︎ Al Marri Taleb ⭐︎ Almaqaleh Saud Ahmed ⭐︎                             |
| 2020 | アクラム・アフィーフ (アル・サッド)             | ディエゴ・アギーレ (アル・ラーヤン)         | ヤシン・ブラヒミ (アル・ガラファ) アクラム・アフィーフ (アル・サッド)           | タレク・サルマン (アル・サッド)                        | Al Jassim Abdulrahman ⭐︎ Saoud Al Adba ⭐︎ Al Marri Taleb ⭐︎ Alshammari Faisal Eid ⭐︎           |
| 2021 | サンティ・カソルラ (アル・サッド)               | シャビ・エルナンデス (アル・サッド)         | バグダード・ブーンジャー (アル・サッド)                                         | ホーマン・アフメド (アル・ガラファ)                    | Al Jassim Abdulrahman ⭐︎ Khalaf Khaled ⭐︎ Alshammari Majid Hudaires ⭐︎ Meshari Ali Al Shammari |
| 2022 | アクラム・アフィーフ (アル・サッド)             | マルケス・ロペス (アル・ワクラSC)           | マイケル・オルンガ (アル・ドゥハイルSC)                                         | ホーマン・アフメド (アル・ガラファ)                    | Al-Ruaile Abdulhadi Asmar ⭐︎ Khalaf Khaled ⭐︎ Alshammari Faisal Eid ⭐︎ Al Adba Saoud ⭐︎        |
| 2023 | ユセフ・ムサクニ (アル・アラビ)                 | ユネス・アリ (アル・アラビ)                 | マイケル・オルンガ (アル・ドゥハイルSC)                                         | Osama Al-Tairi (アル・ラーヤン)                        | Al Jassim Abdulrahman ⭐︎ Al-Ruaile Abdulhadi Asmar ⭐︎ Al Burshaid Juma ⭐︎ Abdulmajid Al Kurbi  |
| 2024 | アクラム・アフィーフ (アル・サッド)             | ペドロ・マルティンス (アル・ガラファ)       | アクラム・アフィーフ (アル・サッド)                                             | ジャッセム・ガベル (アル・アラビ)                      | Salman Falahi ⭐︎ Almaqaleh Saud Ahmed ⭐︎ Al Marri Taleb ⭐︎ Al Marri Khamis ⭐︎                  |

※1 国際審判員の資格を持つ審判の名前の表記はFIFA国際審判員リストの記載に基づく。
※2 ⭐︎は受賞時点で国際審判員の資格を保有していたことを示す。